# Duomo di Torino
Il Duomo di Torino, il cui nome per esteso è quello di cattedrale metropolitana di San Giovanni Battista, è il principale luogo di culto cattolico di Torino e sede vescovile dell'arcidiocesi di Torino.
Situato in piazza San Giovanni ed edificato alla fine del XV secolo, è l'unico edificio religioso in stile rinascimentale della città. Dal 1578 ospita la Santa Sindone e dal 1940 è monumento nazionale.

## Storia
L'attuale Duomo sorge in uno dei punti più ricchi di storia della città di Torino, a pochi passi dall'area archeologica e pressoché adiacente al Teatro Romano dell'antica Julia Augusta Taurinorum. L'area sacra, anticamente, era costituita da ben tre chiese paleocristiane, probabilmente edificate sulla base di edifici pubblici o templi pagani preesistenti, dedicate a San Salvatore, a Santa Maria di Domno e, appunto, a San Giovanni Battista. Principale fra le tre, si pensa, a tal ragione, che la consacrazione dell'edificio al Battista sia da far risalire ai Longobardi e con precisione ad Agilulfo (re dal 591 al 615), la cui moglie, Teodolinda, fece proclamare san Giovanni patrono del regno.
La chiesa fu teatro di un fatto che scosse particolarmente la città del tempo, esattamente alla morte del re Rodoaldo, quando re Ariperto I prese il trono. Duca di Asti, Ariperto I volle a succedergli i figli Pertarito e Godeperto, tra i quali scoppiò una cruenta lotta per il potere. Garibaldo, duca di Torino, appoggiatosi a Grimoaldo, duca di Benevento, decise di sostenere Godeperto, almeno in apparenza: lo scopo era, evidentemente, il trono. Giunto a Pavia, nel 662, Grimoaldo assassinò Godeperto, mentre Pertarito scappava. Convinto di non aver lasciato, così, tracce, Garibaldo si recò in San Giovanni, nella domenica di Pasqua di quello stesso anno, per assistere alla funzione: venne colpito alla schiena da un "homunculus" della cerchia di Godeperto che, così, vendicava il suo padrone. A succedere al duca assassinato fu Ragimperto.

### La ricostruzione rinascimentale

La facciata rinascimentale illuminata nel 1961 per il centenario dell'Unità d'Italia, secondo il progetto di Guido Chiarelli

Le tre chiese principali della città vennero abbattute tra il 1490 e il 1492; Il campanile o torre campanaria, costruito precedentemente e terminato solo nel 1469, come opera voluta dal vescovo Giovanni di Compeys e dedicato a Sant'Andrea, non venne invece toccato, e resta ancor oggi visibile a fianco del duomo nei suoi primi 48 metri di altezza.
Il 22 luglio 1491 la reggente di Savoia, vedova di Carlo I, Bianca di Monferrato, posò la prima pietra del nascente duomo, sempre dedicato a San Giovanni: la costruzione, voluta fortemente sia dal duca sia dal vescovo, Domenico Della Rovere, venne affidata ad Amedeo de Francisco da Settignano, detto anche "Meo del Caprino", che vi lavorò fino alla morte nel 1501.
I lavori del duomo furono terminati nel 1505; il 21 settembre di quell'anno si ebbe la consacrazione, con una messa solenne tenuta dall'arcivescovo titolare di Laodicea di Siria, Baldassarre Bernezzo, poiché il nuovo vescovo della città, Giovanni Ludovico Della Rovere, era in quel momento a Roma a perorare la sua causa contro l'abate di San Mauro Torinese che minacciava di staccarsi dalla diocesi di Torino.
Se la realizzazione della struttura fu affidata al Caprino, non è ben chiaro chi avesse curato il progetto. Alcuni fanno il nome di Baccio Pontelli, che lavorò anche per papa Sisto IV; altri accreditano anche il disegno dell'opera allo stesso Caprino.
Nel 1515, Leone X, parente del vescovo, elevava a sede metropolitana la oramai terminata chiesa di San Giovanni.

### L'ampliamento secentesco

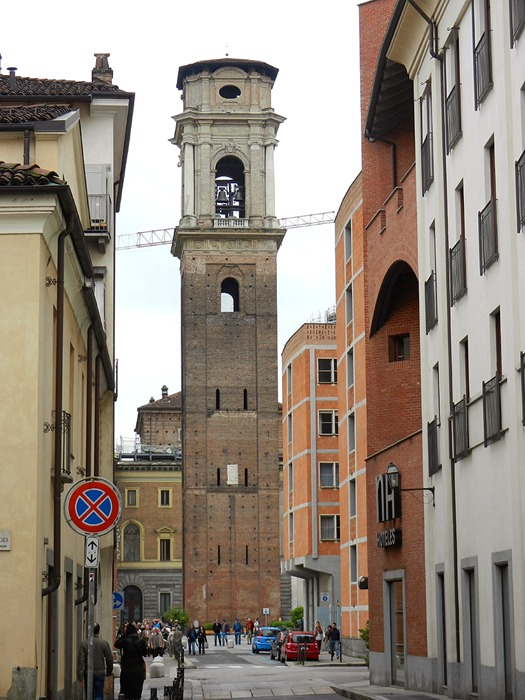
Il campanile, completato nel 1720

Il progetto per un ingrandimento del duomo, col fine di creare un degno ambiente per la conservazione della Sindone, risale al 1649, quando Bernardino Quadri, in seguito a screzi con Francesco Borromini avvenuti sul cantiere della Basilica di San Giovanni in Laterano, giunge a Torino, alla corte di Carlo Emanuele II.
L'idea del Quadri si basava sulla correzione del precedente progetto di Carlo di Castellamonte, che prevedeva una cappella ovale posta alle spalle del coro dell'edificio, erigendo così un ambiente a pianta circolare, ma nella pratica, la cupola dell'architetto luganese non superava, per altezza e per imponenza, la mole del Duomo.
Nel 1667 venne così chiamato a concludere l'opera Guarino Guarini, dal 1666 già attivo nella Real Chiesa di San Lorenzo, poco lontano dal duomo. La cupola, i cui lavori durarono ventotto anni, venne terminata nel 1694, con messa solenne. Il visitatore doveva essere certamente impressionato dall'eleganza della struttura, dai marmi che, da neri nella parte bassa, andavano sempre più schiarendosi verso la sommità.
Per volere di re Carlo Alberto il duomo venne ulteriormente impreziosito da una copia su tavola dell'Ultima Cena di Leonardo da Vinci. Questa fu realizzata da Luigi Cagna nel 1835 e venne ancorata alla controfacciata della chiesa, unico punto in grado di reggere gli oltre 900 chili dell'opera.
Come ricordano alcune lapidi, in cattedrale vennero sepolti anche tre nunzi pontifici a Torino. Si tratta di: Francesco Bacod, vescovo di Ginevra, morto il 1º luglio 1568; Corrado Tartarini di Città di Castello, vescovo di Forlì, morto nel 1602, e Giambatista Lando, morto nel 1648.
Il campanile esterno, o torre campanaria, dedicato a Sant'Andrea visibile oggi risente di alcune modifiche del 1720 specie nell'altezza, che vennero affidate dal regnante Vittorio Amedeo II all'architetto Juvarra. Quest'ultimo lo sopraelevò di 12 metri, in stile barocco, portando la torre ad un'altezza complessiva di metri 60.

### Il Duomo oggi
Il prezioso monumento della Sindone venne gravemente danneggiato nella notte tra l'11 e il 12 aprile 1997, quando un incendio distrusse gran parte dell'opera guariniana. La Sacra Reliquia, invece, venne portata in salvo grazie all'operato dei vigili del fuoco. Dopo l'incendio la chiesa ha subìto il restauro della facciata e degli interni sotto la supervisione dell'architetto Maurizio Momo. Nel contempo è stata realizzata la nuova teca della Sindone in cui il Sacro Lino è conservato disteso e in atmosfera controllata.
Sotto la chiesa principale il restauro ha riportato allo stato primitivo la chiesa sotterranea, di pari dimensioni, dove è stato realizzato il Museo diocesano di Torino.

## Descrizione

### Architettura

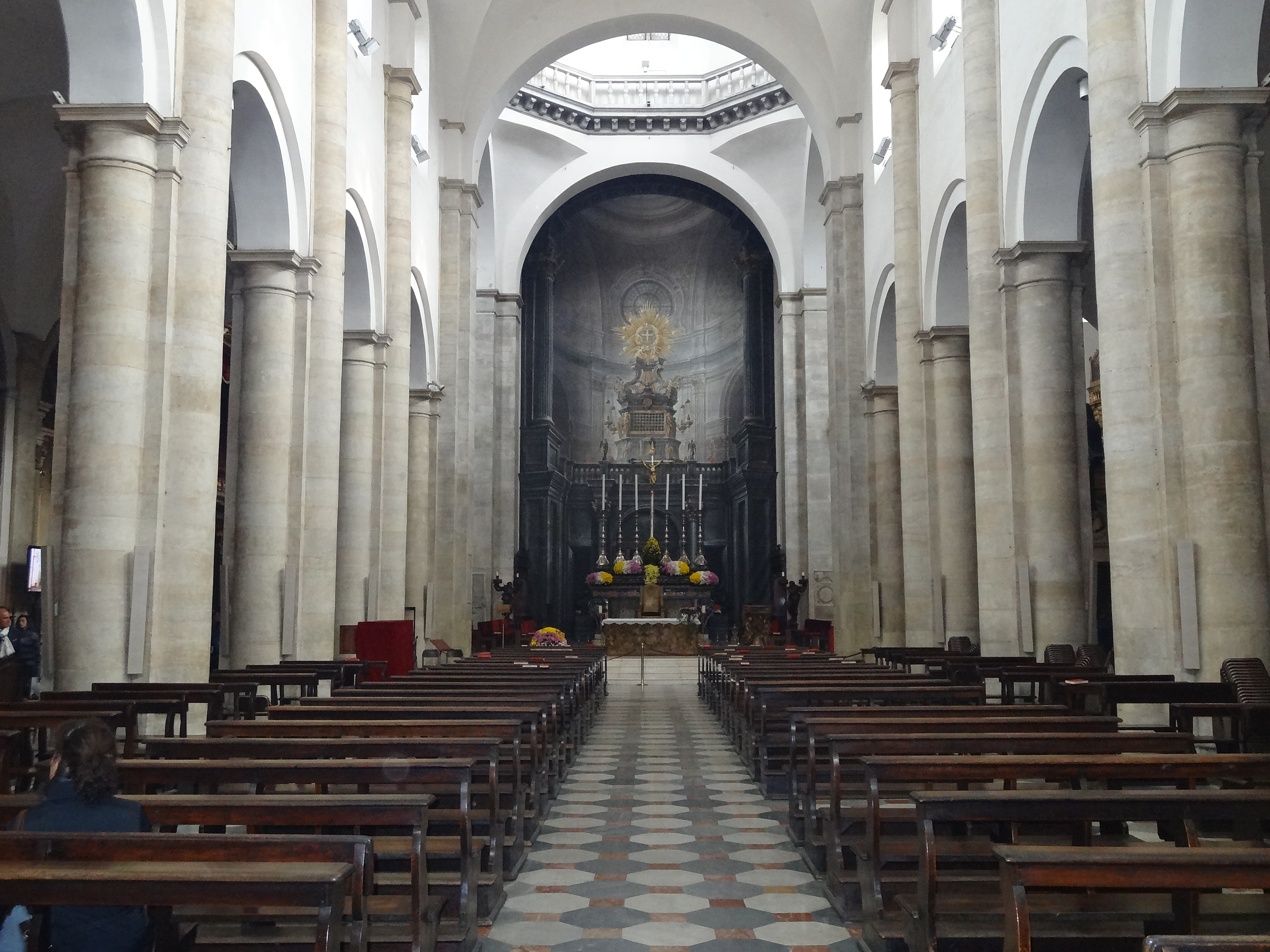
Interno

Il Duomo di Torino è inconfondibile nel panorama cittadino: è uno dei due esempi ancora visibili dell'arte rinascimentale in città assieme a palazzo Scaglia di Verrua. All'esterno si presenta con una facciata rinascimentale in marmo bianco, con tre portoni di cui, quello centrale, principale, sormontata da un timpano e affiancata da due volute.
Sul lato sinistro vi è la torre campanaria in forme romaniche, realizzata verso il 1470 e ulteriormente sopraelevata nel 1720 da Filippo Juvarra.
Visibile, oggi non più coperta da ponteggi, la Cupola del Guarini, dietro la già presente cupola di San Giovanni. Dopo oltre ventun'anni dall'incendio, è stata riaperta al pubblico il 27 settembre 2018.
Al visitatore l'edificio si presenta austero, costruito su pianta a croce latina e diviso in tre navate.  Queste sono lunghe quasi 40 m le due laterali sono larghe 5,80 m, mentre quella centrale ha una larghezza di 9,50 m. Arricchito un po' in ogni secolo, l'interno del Duomo si presenta oggi decorato, ai lati, da numerose cappelle, nelle quali lavorarono svariati artisti e decoratori. La sontuosa Tribuna Reale, opera dell'architetto Francesco Valeriano Dellala di Beinasco, si deve alla volontà del Re Vittorio Amedeo III di Savoia e venne realizzata intorno al 1775; sotto di essa, in una teca, è custodita provvisoriamente, dal 1998, la Sindone, mostrata ai fedeli in occasione delle grandi ostensioni.

### Opere d'arte

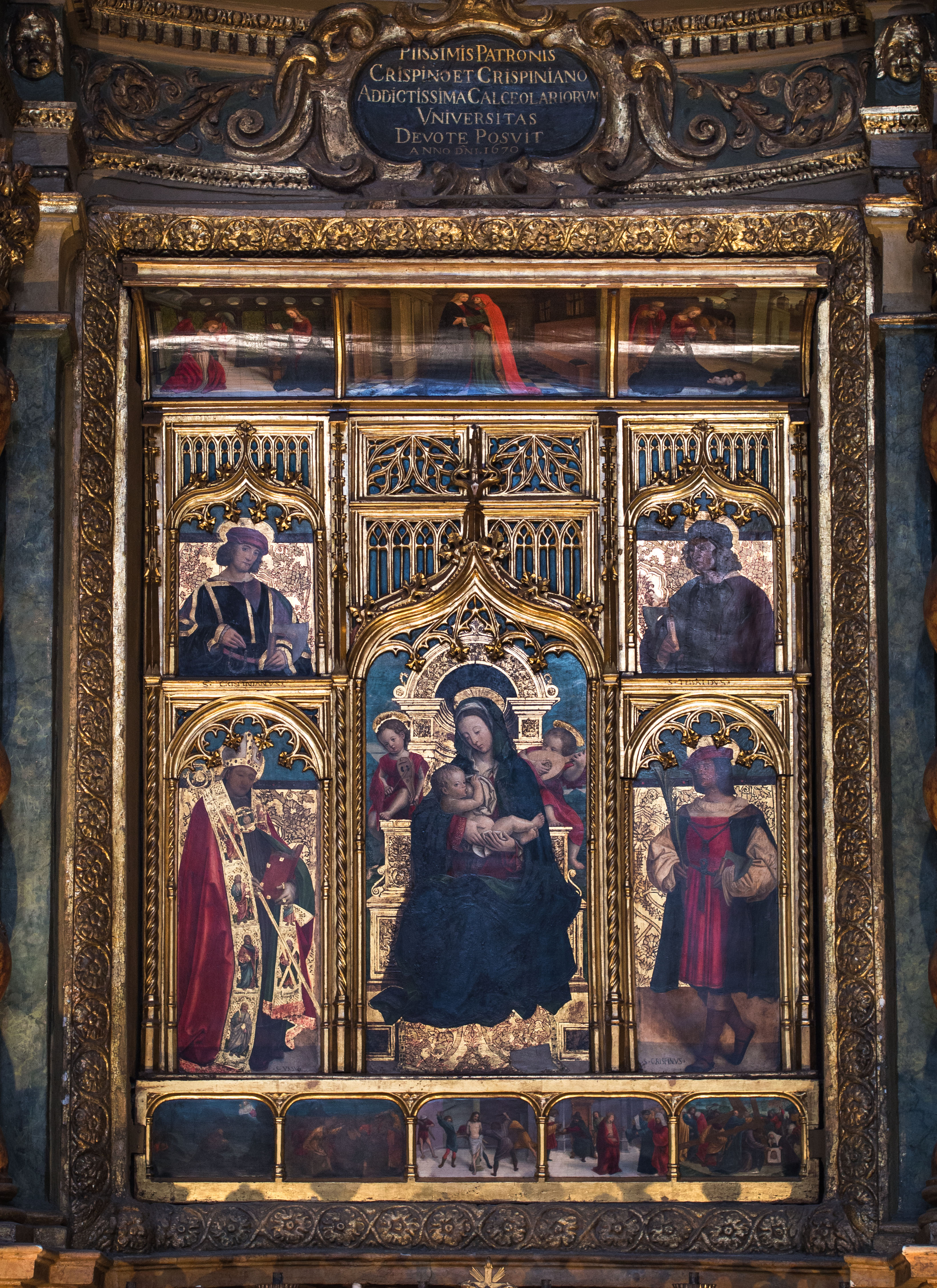
Giovanni Martino Spanzotti, Polittico della Compagnia dei Calzolai (1498-1504)

L'interno del Duomo di Torino è ricco di opere d'arte di pittori e scultori. Presso l'altare della seconda cappella sulla destra si può ammirare il polittico dei santi Crispino e Crispiniano, opera già attribuita a Defendente Ferrari ed ora accertata come lavoro di Giovanni Martino Spanzotti, al quale è anche attribuita le tela del Battesimo di Gesù, che si trova nella sagrestia, ove vi è il sepolcro del vescovo Claudio di Seyssel, il cui monumento funebre, risalente al 1526, è opera dello scultore Matteo Sanmicheli.
Le tele della Madonna con quattro santi (terza cappella a destra, 1655), la pala con Santa Barbara e San Girolamo  (quarta cappella destra) e della Madonna con i santi Ippolito e Cassiano (quinta cappella destra, 1656) sono di Bartolomeo Caravoglia, che ha anche dipinto il sott'arco della terza cappella della navata sinistra; opere di Pierre Legros sono le statue marmoree di Santa Cristina e di Santa Teresa, destinate in un primo tempo alla facciata della chiesa di santa Cristina e poi sistemate invece in Duomo. Di Giovanni Albertoni è il busto di papa Pio IX, mentre il monumento al cardinale Giuseppe Gamba è stato realizzato nel 1930 da Edoardo Rubino. A Stefano Maria Clemente si devono alcune statue lignee.
Ai lati del portale di ingresso, in controfacciata, si trovano due opere scultoree di epoca rinascimentale. Sul lato sinistro vi è il monumento funebre di Antonio e Amedeo di Romagnano (quest'ultimo vescovo di Mondovì), eseguito dal maestro luganese Antonio Carlone (di Battista di Pietro) di Scaria; esso è il resto di un sepolcro approdato alla controfacciata del Duomo dalla cappella gentilizia dei SS. Stefano e Carolina appartentente, appunto, alla famiglia Romagnano.  Sul lato destro vi è il mausoleo della contessa Giovanna d'Orlier.

### Organo a canne
All'interno della cattedrale, nel transetto destro si trova il grande organo a trasmissione meccanica costruito nel 1874 da Giacomo Vegezzi-Bossi e ampliato da Carlo Vegezzi-Bossi fra il 1901 e il 1902. Lo strumento, collocato sopra una cantoria lignea dorata, ne sostituisce un altro del 1741, costruito dal torinese Giuseppe Calandra e restaurato l'ultima volta nel 1780. L'organo attuale è frutto anche di un importante restauro eseguito nel 1972 dall'organaro Emilio Piccinelli, durante il quale, fra le altre cose, sono state eliminate le trasmissioni pneumatiche del 1901-1902 ed è stata completata l'estensione della pedaliera. L'organo conta 2 tastiere, 56 registri per un totale di 3.498 canne, 4 mantici e 5 somieri.